# Sara Bertoli
Sara Bertoli (Roma, 5 maggio 1979) è una pentatleta italiana.

## Palmarès
In carriera ha conseguito i seguenti risultati:
- Mondiali:

San Francisco 2002: argento nel pentathlon moderno staffetta a squadre.
Varsavia 2005: bronzo nel pentathlon moderno staffetta a squadre.
- Europei

Usti nad Labem 2002: oro nel pentathlon moderno staffetta a squadre.
Usti nad Labem 2003: argento nel pentathlon moderno staffetta a squadre.
Montepulciano 2005: bronzo nel pentathlon moderno staffetta a squadre.
Budapest 2006: argento nel pentathlon moderno a squadre.
Riga 2007: oro nel pentathlon moderno a squadre e bronzo individuale.